# Jakub Nowak (muzyk)
Jakub Nowak - polski multiinstrumentalista, realizator dźwięku, producent muzyczny pochodzący z Jawora.

## Biografia
Urodzony w Jaworze 6 maja 1977 roku. Absolwent Guitar Craft Roberta Frippa.
Od 2003 roku związany twórczo ze Zbigniewem Krzywańskim i Jackiem Bończykiem. Razem tworzyli i nagrywali w latach 2003-2025.
Jako realizator dźwięku live obsługiwał między innymi: Söhne Mannheims, Nina Hagen, Macka B, Buena Vista Social Club, Burning Spear, Black Uhuru, Station 17, Blumentopf, Ich Troje, Marcin Daniec, Krzysztof Krawczyk, Ga-Ga/Zielone Żabki, Hedone, Kamil Bednarek, Urszula, Ania Rusowicz i wielu innych.
Jako muzyk uczestniczył w spektaklach "Obywatel" w Teatrze im. Wilama Horzycy w Toruniu i "Terapia Jonasza" w Teatrze Rozrywki w Chorzowie z udziałem m.in. Renaty Przemyk i Piotra Machalicy.

## Dyskografia
| 2005                           | Bończyk/Krzywański "Depresjoniści"            | EMI                     | - Warr guitar                                   |
| 2009                           | Terapia Jonasza – piosenki ze spektaklu       | LUNA RECORDS            | - Warr guitar - Gitara basowa                   |
| 2010                           | Bończyk/Krzywański "Ideologia Snu"            | AGORA                   | - Warr guitar - Gitara basowa                   |
| 2012                           | Czoug "Jedzie Czoug"                          | SELF                    | - Produkcja muzyczna - Realizacja nagrań        |
| 2020                           | Bończyk/Krzywański/Nowak "Czarno-Białe Ślady" | Agencja Artystyczna MTJ | - Produkcja muzyczna - miks - Warr guitar       |
| 2023                           | Kwiatki "W Mym Pamiętniku"                    | Digital Independent     | - Produkcja muzyczna - Realizacja nagrań - miks |
| 2025                           | Twelve                                        | S7 Records              | - Produkcja muzyczna - miks - Warr guitar       |
| „–” pozycja nie była notowana. |                                               |                         |                                                 |